# Troyes Cyclocross UCI
Le Troyes Cyclocross UCI est une course de cyclo-cross créée en 2018 et disputée en France à Rosières-près-Troyes dans le département de l'Aube. Il devient une manche de la Coupe du monde de cyclo-cross en 2023. 
Le circuit d'une longueur de 2 900 m avec une ligne de départ et d'arrivée de 150 m se déroule au sein du complexe Henri Terré faisant partie de la commune de Rosières-près-Troyes dans la banlieue sud de la ville de Troyes. 
La première édition a été organisée le 6 janvier 2018. La course intègre le calendrier de la Coupe de France de cyclo-cross en décembre 2021 pour la 4e édition de cette compétition. Le Néerlandais David van der Poel, frère de Mathieu, a remporté l'édition précédente en janvier 2021.

## Palmarès

### Hommes élites
| Année    | Vainqueur          | Deuxième           | Troisième         |
| -------- | ------------------ | ------------------ | ----------------- |
| 2018     | Lucas Dubau        | Joshua Dubau       | David Menut       |
| 2019     | Clément Venturini  | David van der Poel | Antoine Benoist   |
| 2020     | David van der Poel | Clément Venturini  | Ugo Ananie        |
| 2021 (1) | Loris Rouiller     | Timon Rüegg        | Joshua Dubau      |
| 2021 (2) | Joshua Dubau       | Timon Rüegg        | Tim Merlier       |
| 2022 (1) | Gerben Kuypers     | Clément Horny      | Timon Rüegg       |
| 2022 (2) | Clément Horny      | Timon Rüegg        | Gerben Kuypers    |
| 2023     | Eli Iserbyt        | Lars van der Haar  | Joris Nieuwenhuis |
| 2024 (1) | David Menut        | Tony Périou        | Joshua Dubau      |
| 2024 (2) | David Menut        | Loris Rouiller     | Clément Venturini |

### Femmes élites
| Année    | Vainqueur           | Deuxième                 | Troisième                 |
| -------- | ------------------- | ------------------------ | ------------------------- |
| 2018     | Marlène Petit       | Elle Anderson            | Marlène Morel-Petitgirard |
| 2019     | Aniek van Alphen    | Christine Majerus        | Marlène Petit             |
| 2020     | Lauriane Duraffourg | Line Burquier            | Amandine Fouquenet        |
| 2021 (1) | Line Burquier       | Marion Norbert-Riberolle | Amandine Fouquenet        |
| 2021 (2) | Line Burquier       | Marion Norbert-Riberolle | Amandine Fouquenet        |
| 2022 (1) | Lauriane Duraffourg | Perrine Clauzel          | Maghalie Rochette         |
| 2022 (2) | Anaïs Morichon      | Perrine Clauzel          | Amandine Vidon            |
| 2023     | Ceylin Alvarado     | Puck Pieterse            | Lucinda Brand             |
| 2024 (1) | Anaïs Morichon      | Amandine Muller          | Amandine Vidon            |
| 2024 (2) | Amandine Vidon      | Anaïs Morichon           | Noémie Garnier            |